# Justo Villar
Pour les articles homonymes, voir Villar (nom de famille).
 (novembre 2013).
Si vous disposez d'ouvrages ou d'articles de référence ou si vous connaissez des sites web de qualité traitant du thème abordé ici, merci de compléter l'article en donnant les références utiles à sa vérifiabilité et en les liant à la section « Notes et références ».
Justo Wilmar Villar Viveros, né le 30 juin 1977 à Cerrito (au sud du Paraguay), est un footballeur paraguayen. Il jouait au poste de gardien de but avec l'équipe du Paraguay et Colo Colo, avant de prendre sa retraite le 30 juillet 2018.

## Carrière

### En club
Né à Cerrito (Département de Ñeembucú), Justo Villar débute en 1996 dans le club du Club Sol de América. Il y est entrainé par Ever Hugo Almeida, légendaire gardien du football paraguayen. Dans ce petit club d'Asuncion, il dispute 119 rencontres de 1996 à 2000.
En 2001, il est contacté par l'un des gros clubs du pays, Libertad et le rejoint cette année-là. Il y remporte deux titres successifs de Champion du Paraguay en 2002 et 2003, ouvrant par la même occasion son palmarès. La saison suivante, et après 109 matches dans les cages des noirs et blancs, il décide quitter le championnat paraguayen et de signer dans le club argentin de Newell's Old Boys. A Rosario, il aide les Lépreux, surnom de l'équipe à remporter le Tournoi d'ouverture (Apertura) du championnat 2004 et est désigné par la presse argentine comme Gardien de l'année. Cette même saison, il décroche également le titre honorifique de Footballeur paraguayen de l'année 2004, succédant à José Cardozo.
Après quatre saisons au Newell's Old Boys (135 matches), il décide de tenter sa chance en Europe et de rejoindre le Real Valladolid, modeste club promu de la Liga espagnole. Après un accord en janvier 2008, il est présenté officiellement au club castillan le 14 juillet 2008. Mise en concurrence avec Sergio Asenjo, il profite de la blessure de ce dernier pour jouer 15 matches durant sa première saison. Après le départ d'Asenjo, il peine à nouveau à devenir le premier choix de son entraineur et ne joue que 44 matches sous le maillot de la Pucela. À 34 ans, Villar décide de revenir dans le championnat argentin à Estudiantes. Il signe un contrat de 3 ans avec le club de La Plata en juillet 2011.

### En équipe nationale
Il honore sa première sélection à l'âge de 21 ans avec l'équipe du Paraguay en 1999 lors de la Copa Guatemala. Il défend justement les cages des Guarani face à l'équipe locale le 3 mars 1999 (victoire des Paraguayens 3 à 2).
En 2002, il est troisième gardien derrière le légendaire José Luis Chilavert et Ricardo Tavarelli à la Coupe du monde organisée au Japon et en Corée du Sud et ne dispute aucune rencontre
Quatre ans plus tard, à la coupe du monde 2006 il commence le tournoi en tant que gardien titulaire. Mais il se blesse lors du premier match contre l'Angleterre (0-1) le 10 juin 2006, et est suppléé par Aldo Bobadilla. Il vivra du banc la fin de la compétition qui verra son équipe se faire piteusement éliminer au premier tour.
À 33 ans, il fait partie des 23 joueurs paraguayens sélectionnés pour participer à la coupe du monde 2010. Son équipe réussit un beau parcours dans cette compétition, atteignant les quarts de finale, éliminé par le futur vainqueur, l'Espagne (0-1). Durant cette rencontre, le portier paraguayen arrête un penalty. Villar dispute les 5 matches de son équipe en tant que capitaine et n'encaisse que deux buts.
L'année suivante, Villar et son équipe brillent lors de la Copa América 2011. Avant de céder lourdement en finale face à l'Uruguay (0-3), le gardien paraguayen réussit de grandes performances. En quart de finale, les Guarani éliminent ainsi au penalty l'un des grands favoris de la compétition, le Brésil. Les Brésiliens ratent même leurs cinq tirs durant la séance de tirs au but face au portier paraguayen. À la fin de la compétition, Justo Villar est désigné meilleur gardien de la compétition.

## Statistiques

### En sélection nationale
| Saison                | Sélection             | Phases finales          | Phases finales | Phases finales | Éliminatoires CDM | Éliminatoires CDM | Matchs amicaux | Matchs amicaux | Total | Total |
| Saison                | Sélection             | Compétition             | M              | B              | M                 | B                 | M              | B              | M     | B     |
| --------------------- | --------------------- | ----------------------- | -------------- | -------------- | ----------------- | ----------------- | -------------- | -------------- | ----- | ----- |
| 1998-1999             | Paraguay              | Copa América 1999       | 0              | 0              | -                 | -                 | 8              | 0              | 8     | 0     |
| 1999-2000             | Paraguay              | -                       | -              | -              | -                 | -                 | 1              | 0              | 1     | 0     |
| 2000-2001             | Paraguay              | Copa América 2001       | 0              | 0              | -                 | -                 | 1              | 0              | 1     | 0     |
| 2001-2002             | Paraguay              | Coupe du monde 2002     | 0              | 0              | -                 | -                 | 0              | 0              | 0     | 0     |
| 2002-2003             | Paraguay              | -                       | -              | -              | -                 | -                 | 6              | 0              | 6     | 0     |
| 2003-2004             | Paraguay              | Copa América 2004       | 2              | 0              | 5                 | 0                 | -              | -              | 7     | 0     |
| 2004-2005             | Paraguay              | -                       | -              | -              | 8                 | 0                 | 2              | 0              | 10    | 0     |
| 2005-2006             | Paraguay              | Coupe du monde 2006     | 1              | 0              | 2                 | 0                 | 4              | 0              | 7     | 0     |
| 2006-2007             | Paraguay              | Copa América 2007       | 2              | 0              | -                 | -                 | 5              | 0              | 7     | 0     |
| 2007-2008             | Paraguay              | -                       | -              | -              | 5                 | 0                 | 3              | 0              | 8     | 0     |
| 2008-2009             | Paraguay              | -                       | -              | -              | 8                 | 0                 | 2              | 0              | 10    | 0     |
| 2009-2010             | Paraguay              | Coupe du monde 2010     | 5              | 0              | 4                 | 0                 | 4              | 0              | 13    | 0     |
| 2010-2011             | Paraguay              | Copa América 2011       | 6              | 0              | -                 | -                 | 10             | 0              | 16    | 0     |
| 2011-2012             | Paraguay              | -                       | -              | -              | 1                 | 0                 | 1              | 0              | 2     | 0     |
| 2012-2013             | Paraguay              | -                       | -              | -              | 3                 | 0                 | 1              | 0              | 4     | 0     |
| 2013-2014             | Paraguay              | -                       | -              | -              | 2                 | 0                 | 1              | 0              | 3     | 0     |
| 2014-2015             | Paraguay              | Copa América 2015 4e    | 4              | 0              | -                 | -                 | 5              | 0              | 9     | 0     |
| 2015-2016             | Paraguay              | Copa América Centenario | 3              | 0              | 2                 | 0                 | 1              | 0              | 6     | 0     |
| 2016-2017             | Paraguay              | -                       | -              | -              | 1                 | 0                 | -              | -              | 1     | 0     |
| 2017-2018             | Paraguay              | -                       | -              | -              | -                 | -                 | 1              | 0              | 1     | 0     |
| Total sur la carrière | Total sur la carrière | Total sur la carrière   | 23             | 0              | 41                | 0                 | 56             | 0              | 120   | 0     |

## Palmarès et distinctions

### En équipe nationale
- Finaliste de la Copa América en 2011 avec l'équipe du Paraguay

### En club
- Champion du Paraguay en 2002 et en 2003 avec le Club Libertad
- Champion d'Argentine en 2004 (Apertura) avec les Newell's Old Boys

### Distinctions personnelles
- Élu « footballeur paraguayen de l'année » en 2004
- Désigné meilleur gardien de la Copa América 2011